# 42式系列魚雷
42式（Type 42）系列魚雷是瑞典佛倫內德製造廠（FFV公司）設計與生產的一款輕型，可以由潛艇、水面艦艇或直升機發射，兼具反潛與反艦能力的魚雷。

## 歷史
瑞典於1976年開始生產42式魚雷，替換前一代的41式魚雷作為瑞典海軍主要輕型反潛魚雷。42式系列與其他輕型反潛魚雷之間最大的差別是瑞典為該魚雷加上有線導引的能力，大多數國家的產品則依靠魚雷本身的尋標器尋找目標。1983年改良導引纜線與訊號處理器的422式進入服役，魚雷的重量同時由250公斤增加至298公斤。
427式是42式系列的外銷型，於1982年開始服役，長度由2.44公尺增加為2.6公尺，重量上升至310公斤。除此之外，427式在設計上採用部分瑞典61式魚雷當中延伸射程的617式魚雷的技術。
42式系列當中很特殊的次型，使用威力較低的彈頭，專門使用於發現有不明潛艇侵入瑞典海域，迫使他們浮出水面的手段。

## 設計特點
42式系列魚雷採用被動聲納與有線導引，這在輕型魚雷設計上較為少見。彈頭約50公斤重，使用撞擊與近接引信。設計公司FFV認為30到70公斤重的彈頭爆炸時對周遭海水產生的壓力足以有效癱瘓或是摧毀目標的結構。
動力系統採用電力推動的雙速馬達，以便追擊低速的傳統柴電動力或者是核子動力潛艇。

## 使用國家
- 瑞典
- 南斯拉夫
- 克羅埃西亞

## 內部鏈結
- 魚雷
- 潛艇